# اولوس، بارتین
اولوس، بارتین (به ترکی استانبولی: Ulus) یک منطقهٔ مسکونی در ترکیه است که در استان بارتین واقع شده‌است.